# Robert Greene
Robert Greene (Norwich, ca. 1560 - Londen, 3 september 1592) was een Engels schrijver ten tijde van Elizabeth I. Hij was daarnaast een bekend bohemien en genoot grote populariteit vanwege zijn exuberante levenswijze.
Greene studeerde in Cambridge en behaalde daar zijn mastersgraad in 1583. In 1588 verwierf hij ook een M.A. van de Universiteit van Oxford. Hij was immer trots op zijn intellectuele capaciteiten en behoorde tot de schrijversgroep die bekend werd als de University wits.
Met zijn vrienden Thomas Nashe en George Peele reisde hij door Frankrijk en Italië.
Hij trouwde in 1585, gaf grote sommen geld uit die aan zijn vrouw behoorden, verliet haar vervolgens en trok naar Londen. Daar leefde hij zeven jaar lang een uitbundig leven, tot hij uiteindelijk in armoede overleed, kennelijk aan de gevolgen van een overvloedige maaltijd van zure haring en rijnwijn in het gezelschap van Thomas Nashe.
Gezien zijn levenswijze was Greene uitzonderlijk productief als schrijver, zodanig zelfs dat hij ermee in zijn levensonderhoud kon voorzien. Hij produceerde in zijn actieve periode 35 werken, variërend van pamfletten, waarin hij zijn avonturen in de Londense onderwereld beschreef, tot romances en toneelstukken. De laatste werden overigens niet tijdens zijn leven uitgevoerd. 
Onder de pamfletten bevindt zich een stuk in de kenmerkende stijl van John Lyly, Euphues, his Censure of Philautus uit 1587.
In The Art of Conny-catching uit 1591 geeft Greene een onopgesmukt maar humoristisch beeld van de Londense onderwereld van oplichters en bedriegers, wat hij later zou vervolgen in andere pamfletten.
Zeer in het oog springend is zijn geschrift Greene's, Groats-worth of Witte, Bought with a Million of Repentance, postuum verschenen in 1592 in een uitgave van de drukker en later ook toneelschrijver Henry Chettle, waarin voor het eerst de naam van William Shakespeare wordt vermeld. Greene levert hierin kritiek op het feit dat gewone acteurs zich ertoe verstouten om zelf voor het toneel te gaan schrijven zonder zich daarvoor op de juiste wijze bekwaamd te hebben.

## Werk
Toneel:
- Friar Bacon and Friar Bungay (1594)
- The History of Orlando Furioso (1594)
- A Looking Glass for London and England (1594)
- A Pleasant Conceited Comedy of George a Green (1595)
- The Scottish History of James the Fourth (1598)
- The Comical History of Alphonsus, King of Aragon  (1599)

Andere werken:
- Mamillia (1583)
- The Myrrour of Modestie (1584)
- The History of Arhasto, King of Denmarke (1584)
- Morando, the Tritameron of Love (1584)
- Planetomachia (1585)
- Penelope’s Web (1587)
- Pandosto (1588)
- Alcida (1588)
- Menaphon (1589)
- Greenes Never Too Late (1590)
- A Noteable Discovery of Coosnage (1591)
- Greene’s Farewell to Folly (1591)
- A Groatsworth of Wit Bought with a Million of Repentance  (1592)
- A Disputation Between a Hee Conny-Catcher and a Shee Conny-Catcher (1592)